# Homalomena philippinensis
Homalomena philippinensis är en kallaväxtart som beskrevs av Adolf Engler. Homalomena philippinensis ingår i släktet Homalomena och familjen kallaväxter. Inga underarter finns listade.